# Konrad Langenegger
Johann Konrad Langenegger, auch Conrad Langenegger (* 17. Oktober 1749 in Gais; † 8. April 1818 ebenda; heimatberechtigt in Gais) war ein Schweizer Baumeister aus dem Kanton Appenzell Ausserrhoden.

## Leben
Konrad Langenegger war ein Sohn von Konrad Langenegger, Weber, und Elsbeth Wetter. Im Jahr 1778 heiratete er Anna Höhener. Er arbeitete am Webstuhl und absolvierte dann eine Zimmermannslehre. In den 1770er Jahren erarbeiteten Langenegger und Hans Konrad Altherr in Chur unter anderem zwei Modelle für pfeilerlose Holzbrücken. Diese führten sie in London und Wien vor. 
Von 1780 bis 1782 war Langenegger am Wiederaufbau des abgebrannten Gaiser Dorfkerns beteiligt. Ab ca. 1785 bis 1787 weilte er erneut bei Altherr, diesmal in St. Petersburg. Später konstruierte er eine Zwirnmaschine für Johann Konrad Zellweger in Gais und betrieb danach selbst einige Zeit eine solche. Ab 1802 schuf Langenegger mehrere repräsentative Fabrikantenhäuser in Trogen und Speicher. Er war am Neubau der Kirche in den Jahren 1808 bis 1810 beteiligt. Er verschrieb sich einem strengen Klassizismus und verband diesen teils mit der lokalen Bauart. Von 1813 bis 1814 baute er eine Spinnerei St. Georgen in St. Gallen.